# San Felipe Segundo
San Felipe Segundo är en ort i Mexiko.   Den ligger i kommunen José María Morelos och delstaten Quintana Roo, i den östra delen av landet, 1 100 km öster om huvudstaden Mexico City. San Felipe Segundo ligger 37 meter över havet och antalet invånare är 223.
Terrängen runt San Felipe Segundo är mycket platt. Runt San Felipe Segundo är det mycket glesbefolkat, med 5 invånare per kvadratkilometer. Närmaste större samhälle är San Felipe Primero, 6,4 km öster om San Felipe Segundo. I omgivningarna runt San Felipe Segundo växer i huvudsak städsegrön lövskog.